# Lula (district de Levice)
Pour les articles homonymes, voir Lula (homonymie).
Lula (hongrois : Málas) est un village de Slovaquie situé dans la région de Nitra.

## Histoire
Première mention écrite du village en 1226.

## Démographie

### Évolution de la population
| Année:               | 1994. | 2004.    | 2014.    | 2024.   |
| -------------------- | ----- | -------- | -------- | ------- |
| Nombre de personnes: | 223   | 199      | 177      | 162     |
| Différence:          |       | -10,76 % | -11,05 % | -8,47 % |

| Année:               | 2023. | 2024. |
| -------------------- | ----- | ----- |
| Nombre de personnes: | 162   | 162   |
| Différence:          |       | +0 %  |